# U-356
U-356 — средняя немецкая подводная лодка типа VIIC времён Второй мировой войны.

## История
Заказ на постройку субмарины был отдан 26 октября 1939 года. Лодка была заложена 11 мая 1940 года на верфи «Фленсбургер Шиффсбау», Фленсбург, под строительным номером 475, спущена на воду 17 сентября 1941 года. Лодка вошла в строй 20 декабря 1941 года под командованием оберлейтенанта Георга Валласа.

### Командиры
- 20 декабря 1941 года — 2 декабря 1942 года капитан-лейтенант Георг Валлас
- 3 декабря — 27 декабря 1942 года оберлейтенант цур зее Гюнтер Руппельт

### Флотилии
- 20 декабря 1941 года — 1 сентября 1942 года — 6-я флотилия (учебная)
- 1 сентября — 27 декабря 1942 года — 6-я флотилия

### История службы
Лодка совершила 2 боевых похода, потопила 3 судна суммарным водоизмещением 13649 брт, повредила одно судно водоизмещением 7051 брт. Потоплена 27 декабря 1942 года в Северной Атлантике к северу от Азорских островов, в районе с координатами 43°30′ с. ш. 25°40′ з. д. глубинными бомбами с канадского эсминца HMCS St. Laurent и канадских корветов HMCS Chilliwack, HMCS Battleford и HMCS Napanee. 46 погибших (весь экипаж).

### Волчьи стаи
U-356 входила в состав следующих «волчьих стай»:
- Lachs 15 августа — 27 сентября 1942 года
- Pfeil 13 сентября — 25 сентября 1942
- Wotan 8 — 16 октября 1942
- Raufbold 15 — 22 декабря 1942